# NGC 2522
NGC 2522 é uma galáxia espiral (S0-a) localizada na direcção da constelação de Cancer. Possui uma declinação de +17° 42' 24" e uma ascensão recta de 8 horas, 06 minutos e 13,5 segundos.
A galáxia NGC 2522 foi descoberta em 26 de Janeiro de 1865 por Albert Marth.